# Острів Фалкон (Квінсленд, Австралія)
Острів Фалкон (або Соколиний острів; англ. Falcon Island) — розташований у центральній частині Великого бар'єрного рифу — одного з природних див планети. Згідно з адміністративним поділом є частиною австралійського штату Квінсленд і лежить приблизно за 23 кілометри на схід від континентальної Австралії та приблизно за 690 кілометрів на північний захід від столиці штату Брисбен. 
На острові переважає саванний клімат. Дощовий місяць — березень, у середньому кількість опадів 207 мм, а найменше опадів за місяць — у серпні та жовтні — 19 мм. Середня кількість опадів на рік становить 1003 мм.
| Кліматограма Острів Фалкон                                                                      | Кліматограма Острів Фалкон | Кліматограма Острів Фалкон | Кліматограма Острів Фалкон | Кліматограма Острів Фалкон | Кліматограма Острів Фалкон | Кліматограма Острів Фалкон | Кліматограма Острів Фалкон | Кліматограма Острів Фалкон | Кліматограма Острів Фалкон | Кліматограма Острів Фалкон | Кліматограма Острів Фалкон |
| ----------------------------------------------------------------------------------------------- | -------------------------- | -------------------------- | -------------------------- | -------------------------- | -------------------------- | -------------------------- | -------------------------- | -------------------------- | -------------------------- | -------------------------- | -------------------------- |
| С                                                                                               | Л                          | Б                          | К                          | Т                          | Ч                          | Л                          | С                          | В                          | Ж                          | Л                          | Г                          |
| 177 26 23                                                                                       | 166 25 23                  | 207 26 24                  | 76 25 22                   | 66 22 20                   | 33 20 18                   | 69 20 18                   | 19 20 19                   | 26 23 20                   | 19 24 20                   | 71 26 22                   | 74 25 24                   |
| Середня макс. і мін. температури повітря (°C) Атмосферні опади (мм), за рік : 1003 мм. Джерело: |                            |                            |                            |                            |                            |                            |                            |                            |                            |                            |                            |